# Унаї Гарсія
Унаї Гарсія (ісп. Unai García Lugea, нар. 3 вересня 1992, Ескарос) — іспанський футболіст, захисник клубу «Осасуна».

## Ігрова кар'єра
Народився 3 вересня 1992 року в місті Ескарос. Вихованець футбольної школи клубу «Осасуна».
У дорослому футболі дебютував 2011 року виступами за команду «Осасуна Б», в якій провів чотири сезони.
Частину 2015 року провів в оренді в команді «Туделано», після чого повернувся до «Осасуни», де почав отримувати ігровий час і поступово став оснивним гравцем захисту команди.